# ソマリア沖2008年9月16日の事件
ソマリア沖2008年9月16日の事件（ソマリアおき2008ねん9がつ16にちのじけん）はソマリア沖の海賊によってハイジャックされたフランス籍のヨット（便宜置籍はベネズエラ）を奪還するために実施されたフランス海軍の作戦行動。

## 概要
2008年9月2日、海賊はソマリア沖を航行中であったフランスのヨット「カレーダス4世」号を乗っ取り、乗員2名を人質に捕った。その後、海賊側は身代金1,000,000ユーロを要求したがフランス政府はこれを拒否、ただちに海軍部隊による救出作戦が実行に移された。

## 救出行動
既にソマリア海上にて警戒任務中であったフリゲート「F712 クルーベ」は救出行動を開始。9月16日、乗艦していた海軍コマンド所属のコマンドー・ユベル隊員30名をヘリコプターに搭乗させ発艦、現場海域付近に近づくと海上に落下傘降下し目標まで泳ぎ、到着後特殊部隊員は鉤縄を用いて船内に乗り込み急襲した。不意を突かれた海賊のほとんどは直ちに拘束されたが、1名だけが抵抗し射殺された。攻撃開始10分後に海賊6名を逮捕、人質2名は救出された。

## その後
逮捕した海賊は一旦ジブチに連行され、その一部は海賊行為で起訴されフランス国内法によって裁判にかけられた。